# Hot Bottom Burning
Hot Bottom Burning oder auch Envelope Burning ist eine Phase bei Sternen auf dem asymptotischen Riesenast, bei der die äußere Konvektionszone bis in die kernnahe Schale mit aktiven Kernfusionen reicht. In der Folge werden Elemente in die Atmosphäre der Sterne transportiert, die dort ansonsten in Roten Riesen nicht anzutreffen sind.
Der Energietransport in Sternen erfolgt entweder über Konvektion oder über Strahlungstransport. Da Konvektion normalerweise nur im Kern oder nur in der äußeren Atmosphäre auftritt, werden die bei den Kernreaktionen im Inneren erzeugen Elemente standardmäßig nicht in die Photosphäre transportiert und sind damit nicht durch Spektroskopie analysierbar.
In späteren Entwicklungsstadien von Sternen mittlerer Masse entwickeln sich Schalen um den Kern, in denen Wasserstoff- beziehungsweise Heliumbrennen stattfindet. Dabei reicht bei Sternen auf dem asymptotischen Riesenast die Zone, in der der Energietransport überwiegend durch Konvektion stattfindet, temporär von der Photosphäre bis in thermonuklear aktive Schalen. Dadurch wird z. B. frisch synthetisiertes Lithium in die Atmosphäre von Roten Riesen transportiert. Atmosphärisches Lithium ist normalerweise ein Anzeichen für ein geringes Alter von Sternen, da Lithium bereits bei Temperaturen unterhalb der Schwelle des Wasserstoffbrennens und damit vor Erreichen der Hauptreihe durch thermonukleare Reaktionen zerstört wird.
Das Hot Bottom Burning ist nicht die einzige Phase, in der im Stern selbst synthetisiertes Material in die Photosphäre transportiert wird. Reicht die Konvektionszone bis in eine inzwischen erloschene Schale eines Roten Riesen, so wird dies als Dredge Up (d. h. Ausbaggerung) bezeichnet. Der spektroskopische Nachweis von Technetium in Roten Riesen, dessen stabilstes Isotop mit 4 Mio. Jahren Halbwertszeit zerfällt, wird meistens mit dem dritten Dredge Up in Verbindung gebracht. Die Unterscheidung hängt stark von den verwendeten Parametern in Sternmodellen wie dem Convective Overshooting ab.